# Tomás Boy
Tomás Juan Boy Espinoza (Ciudad de México, 28 de junio de 1951 - Acapulco de Juárez, 8 de marzo de 2022), conocido como El Jefe Tomás Boy, fue un futbolista y entrenador mexicano. Era un armador de jugadas que contaba con excelente técnica individual y visión de campo. Ha sido catalogado por los expertos como uno de los mejores jugadores mexicanos de la historia. Boy jugó en la Primera División de México, ahora Liga MX, entre 1975 y 1988, siendo reconocido como el mejor mediocampista ofensivo mexicano desde finales de los 1970 hasta mediados de los 1980. Fue galardonado con el Balón de Oro de la Primera División de México por ser el mejor en dicha posición durante la temporada 1978-79. Es reconocido específicamente por sus logros con los Tigres UANL, institución en la cual pasó la mayor parte de su carrera, disputando 413 partidos oficiales y marcando 104 goles en todas las competencias. Jugó con la Selección mexicana entre 1979 y 1988, aunque no fue convocado en el Mundial de 1978, en la siguiente lo designaron capitán del equipo en el Mundial de México 1986. La escuadra mexicana que participó en este último es considerada una de las mejores de la historia y es la última en alcanzar los cuartos de final en una justa mundialista. Debido a sus características y a su liderazgo, Boy fue apodado "El Jefe", y el 12 de noviembre de 2019 fue introducido al Salón de la Fama del Fútbol.
Como entrenador, dirigió diez equipos distintos en México. A pesar de no haber conquistado el campeonato de Liga MX, fue efectivo apartando del descenso a equipos con problemas porcentuales para colocarlos en puestos competitivos. Boy fue subcampeón del torneo Clausura 2011 con el Monarcas Morelia.

## Futbolista

### Atlético Español
Tomás Boy se desarrolló en las fuerzas básicas del Atlético Español, siendo 1972 el año de su debut. Desde sus inicios se destacó por ser un jugador inteligente en el terreno de juego y buena técnica individual. Cuando jugaba en el Atlético Español, Ángel Fernández lo apodó "La anguila", y dijo al respecto: "Tomás Boy es un jugador muy delgado que, jugando al deporte del hombre, Tomás, como las anguilas, de pronto se enciende, brilla con luz propia y deslumbra a todos".

### Atlético Potosino
En 1974 fue traspasado al Atlético Potosino de la ciudad de San Luis Potosí, donde continuó mostrando un buen nivel futbolístico, llamando la atención de equipos de mayor proyección.

### Tigres UANL
Boy llegó a los Tigres de la UANL en 1975 e hizo su debut profesional en un partido de liga el 2 de marzo contra el Club América en la derrota de 1–0. Anotó su primer gol de liga con los universitarios el 27 de diciembre en la victoria de 3–1 sobre el C.D. Guadalajara. Boy apareció en 36 partidos (titular en 35) en la temporada 1975–76. En la temporada 1976–77, volvió a tener buenas actuaciones, jugó 33 partidos y anotó ocho goles. A pesar de sus buenas actuaciones, Tigres perdió contra el Zacatepec en la liguilla.
La siguiente fue una buena temporada para Boy y los Tigres. Jugó 33 partidos y anotó seis goles, calificando a Tigres a la liguilla de la 1977—78. Anotó dos goles en seis partidos de liguilla y contribuyó con el primer campeonato de Liga de los Tigres, sobre los Pumas de la UNAM por 3–1 global. Boy jugó 37 partidos y marcó diez goles ayudando nuevamente a Tigres a clasificar a la liguilla de la temporada 1978–79. La siguiente temporada Boy apareció en 31 partidos y marcó seis tantos pero recibió tres expulsiones. Jugó ocho partidos de la liguilla 1979—80 marcándole un gol al América. Tigres finalmente perdió la final contra el Cruz Azul. Boy tuvo su mejor temporada en la 1980–81, anotando 15 goles en 38 partidos. A pesar de su buena temporada, Tigres no calificó a la liguilla.
La temporada 1981–82 no comenzó bien para Boy pues se perdió once partidos debido a lesión. A pesar de ello, Tigres tuvo una buena temporada llegando a la final. Tigres finalmente derrotaría al Atlante 6–2 en penales en el Estadio Azteca, levantando su segundo campeonato de Liga. En la temporada 1982–83, Boy se perdió los primeros dos partidos pero regresó para el Clásico contra Monterrey en la tercera jornada. Apareció en 32 juegos y anotó once goles pero los Tigres no lograron acceder a la liguilla. La siguiente temporada Boy marcó 10 goles en 30 partidos, tercera temporada en su carrera en la que marcaba 10 goles o más. Boy y los Tigres alcanzaron liguilla pero fueron eliminados en la primera ronda por los Pumas. En la temporada 1984–85, Boy se perdió los primeros dos partidos, regresó al tercero para enfrentar al Cruz Azul. Anotó nueve goles en 31 partidos pero Tigres no alcanzó liguilla. Toda vez que la Copa del Mundo de 1986 se llevó a cabo en México y Tomás Boy servía como capitán de la Selección mexicana, no participó en la temporada 1985—86. Después de la Copa del Mundo, Tigres comenzó la temporada 1986–87 con solamente un empate en cinco partidos. Finalmente Tigres levantó el paso y accedió a liguilla donde fue eliminado en la primera ronda por el Morelia, perdiendo 4–3 global. Boy apareció en 35 partidos, su máximo desde la 1980–81, y anotó nueve tantos. En la 1987–88, Boy pasó gran parte de la temporada lesionado y solo apareció en 24 partidos y anotó solo 5 goles, su menor cantidad desde la temporada 1975–76. Boy se retiró de Tigres después de esa temporada, habiendo marcado un total de 98 goles en 413 juegos con los de la UANL.  En 1988, jugó con los San Jose Earthquakes de la Western Soccer Alliance.  Fue la contratación estrella del equipo esa temporada. Después de alcanzar una final de conferencia en San José, Boy se retiró del fútbol profesional.

## Selección nacional
Hacia finales de la década de 1970, Tomás Boy era considerado uno de los jugadores mexicanos de mayor calidad, por lo que la decisión del entrenador José Antonio Roca de no convocarlo para la Copa del Mundo Argentina 1978 sorprendió a los medios y la audiencia. Hizo su debut internacional en un partido amistoso contra la Unión Soviética, partido que México ganó con gol de Hugo Sánchez. Anotó su primer gol internacional el 24 de agosto de 1984 en un partido amistoso contra Hungría en Budapest. En 1985 Boy jugó 20 partidos con la Selección y marcó siete goles. Tras su convocatoria al Mundial de 1986, Boy hizo su debut mundialista en un partido contra Bélgica. Boy jugó los 90 minutos y México ganó el partido por 2–1 con goles de Fernando Quirarte y Hugo Sánchez. En el segundo partido, contra Paraguay, Boy, quien entró de titular, salió de cambio al 58' siendo sustituido por Miguel España. México empató ese partido 1-1 con gol de Luis Flores. En el tercer partido, contra Irak, Boy jugó los 90 minutos y México ganó 1-0 con gol de Fernando Quirarte. Tras acceder de la fase de grupos, México enfrentó a Bulgaria en octavos de final. Boy jugó 80 minutos y salió de cambio por Carlos de los Cobos. México ganó con goles de Manuel Negrete y Raúl Servín. México enfrentó a Alemania en los cuartos de final, Boy salió de cambio por lesión al minuto 32' nuevamente por Carlos de los Cobos. México cayó en penales tras 120 minutos sin goles.

#### Participaciones en Copas del Mundo
| Mundial                        | Sede   | Resultado        |
| ------------------------------ | ------ | ---------------- |
| Copa Mundial de Fútbol de 1986 | México | Cuartos de final |

## Estilo y legado como jugador
En su etapa juvenil, Tomás Boy se desarrolló como delantero a pesar de entrenadores que buscaban adaptarlo a posiciones más defensivas. Su principal influencia futbolística durante su juventud fue Pelé. En la etapa profesional, se desempeñó como un elegante mediocampista ofensivo y armador de jugadas. Durante su paso por la selección mexicana, jugó en la posición de "10 clásico" y es considerado uno de los mejores mexicanos de la historia en esa posición. De complexión física delgada, diestro y especialista a balón parado, era reconocido por su fina técnica individual, visión y capacidad para marcar el ritmo en medio campo, además de marcar y asistir goles con ambas piernas.  
El entrenador mundialista Miguel Herrera señaló que Boy "como jugador, es de lo mejor que han visto mis ojos." Ricardo La Volpe indicó "fue un volante espectacular en esa época, un jugador ya moderno" y lo enlistó en su once ideal histórico del fútbol mexicano. El histórico mediocampista chileno Carlos Reinoso señaló que "Tomás Boy es el mejor de la historia (de Tigres), un armador con gol." Tras su primer campeonato de Liga, recibió ofertas para emigrar a la Serie A de Italia, declinando por motivos familiares. Boy fue nombrado capitán de la Selección Mexicana durante la Copa del Mundo de 1986, por encima de la entonces estrella del Real Madrid: Hugo Sánchez. Boy declaró "yo tenía el estilo de Zidane, pero era más rápido."
Durante tres décadas después de su retiro, Tomás Boy fue el máximo goleador de Tigres con 104 tantos en más de 13 años como jugador. En 2019, su récord fue superado por el francés André-Pierre Gignac. Boy anotó seis goles en los Clásicos Regios. En 2019, Boy declaró que en sus años como jugador recibió una placa de los aficionados del Estadio Universitario al marcar "el gol del siglo" sosteniendo que fue "como el de Maradona, pero él se dribló a cuatro, yo a ocho". Debido a su alta calidad futbolística y su fuerte temperamento, Tomás Boy adquirió el mote de "El Jefe".

## Entrenador

### Inicios y liguillas
En 1988, los San Jose Earthquakes de la Western Soccer Alliance reemplazaron al entrenador Barney Boyce por Boy. Este duró solo unos cuantos juegos y poco después renunció. Dos años después de su retiro, Boy firmó con el Tampico Madero como entrenador, tomando el equipo a partir de la jornada 13, reemplazando a Hugo Fernández. Boy debutó con derrota contra el Correcaminos UAT por 1–0. En 26 partidos, ganó siete, empató ocho y perdió once.
En la temporada 1991–92, Boy fue contratado por el Querétaro FC, tomando al equipo en la jornada 21. Después de ganar seis partidos, empatar cinco y perder siete, Boy continuó para la siguiente temporada. En los primeros 29 partidos de la temporada 1992–93, Boy consiguió ocho victorias, seis empates, y quince derrotas. Fue despedido y reemplazado por Manuel Cerda Canela. Tras tres años sin dirigir, Boy fue firmado como entrenador del Veracruz, tomando el equipo en la jornada cinco. Después de ganar el 48 por ciento de los partidos, Veracruz accedió a liguilla. En cuartos de final, Veracruz enfrentó al Atlas, ganando por el gol de visitante tras el empate de 3-3 global. Veracruz enfrentó al Celaya en semifinales, cayendo por un marcador de 6-1 global.
Tras no regresar como entrenador del Veracruz para el Invierno 1996, al poco tiempo Boy fue contratado por el Morelia, tomando al equipo en el quinto partido de la temporada. En trece partidos, su equipo ganó 3, empató dos y perdió ocho. Morelia ganó cinco partidos, empató siete y perdió cinco en la temporada Verano 1997, y jugó un repechaje para acceder a liguilla contra Tecos. Morelia ganó 4–2 global. En cuartos de final, enfrentaron al Club América, con el América cerrando en casa por la posición en la tabla. Morelia derrotó al América 1–0 en el Estadio Morelos y 3–1 en el Estadio Azteca. Morelia avanzó a semifinales contra el Guadalajara. En el Estadio Morelos, Morelia ganó 1–0 en la ida. En la vuelta, cayeron 1–0 en el Estadio Jalisco. Guadalajara avanzó a la final por la posición en la tabla.
Después de un buen desempeño con Morelia, para la campaña Invierno 1997 Boy llegó al club que fuera su acérrimo rival en su etapa como jugador: Monterrey. Esa temporada con Monterrey, Boy ganó seis partidos, empató cuatro y perdió siete, sin acceder a liguilla. La campaña Verano 1998 fue similar pues ganó cuatro partidos, empató seis y perdió siete. Boy no fue renovado para la siguiente temporada y volvió al Morelia, donde se mantuvo cuatro torneos. Durante esos cuatro torneos, Morelia accedió en todos a liguilla pero fue eliminado en cuartos de final, esto desde el Invierno 1998 hasta el Verano 2000. En 2002, fue contratado por el Puebla. Boy fue despedido tras ganar solo un partido de trece disputados. Fue contratado por el Veracruz en la jornada 11 del Clausura 2004. Tras ganar tres partidos, empatar uno y perder cinco, no volvió para el Apertura 2005. Dos años y medio después de dejar al Veracruz, Boy fue contratado por el Atlas como entrenador interino para el Apertura 2007. Aún y teniendo el 43% de efectividad en ocho partidos, no siguió para el Clausura 2008. Después de que el Morelia despidió a Luis Fernando Tena el 9 de febrero de 2009, Boy fue contratado para el Clausura 2009. Si bien no accedió a la liguilla, tuvo un buen torneo y firmó una extensión por un año. El 5 de agosto de 2010, Morelia bajo las órdenes de Boy le ganó la final de la SuperLiga 2010 al New England Revolution.

### Final de Liga con Morelia
En el Clausura 2011, Boy llevó al Morelia a liguilla. Derrotó al América en cuartos de final, con victorias en los ambos partidos, de ida y vuelta. En semifinales contra el Cruz Azul, Morelia perdió 2-0 la ida en el Estadio Azul. En la vuelta en el Estadio Morelos, Morelia ganó 3-0, llevando a Boy a su primera y única final de Liga MX hasta la fecha. En el partido de vuelta de la semifinal, se suscitó una pelea a golpes entre jugadores y cuerpo técnico de ambos equipos. Boy fue suspendido por cinco partidos al intervenir en dicha pelea, incluyendo ambas finales. En la final, Monarcas enfrentaría a Pumas UNAM. En la ida empataron 1–1 y en la vuelta en el Estadio Olímpico Universitario, los locales ganaron 2–1, para un agregado de 3-2. Después de una semifinal en el Apertura 2011 y cuartos de final en el Clausura 2012, Boy dejó de ser el entrenador del Morelia.

### Permanencia y liguillas con Atlas
En el Clausura 2013, Boy fue contratado por el Atlas con el objetivo de librar la batalla del descenso. Boy logró salvar al equipo del descenso y terminó el torneo en el tercer lugar de la tabla general, calificándolos a la liguilla por primera vez después de seis años. Atlas fue eliminado en cuartos de final por el Santos Laguna. El 14 de mayo de 2013, Boy salió del Atlas.
Para el Clausura 2014, Boy vuelve a tomar las riendas del Atlas, rescatándolos nuevamente de perder la categoría, sin acceder ese torneo a la liguilla. En el Apertura 2014, Atlas hizo 31 puntos terminando en el tercer lugar de la tabla general y accediendo a liguilla. Fue eliminado por Monterrey en cuartos de final. En 2015, además del torneo Clausura 2015 local, Boy y el Atlas participan en la Copa Libertadores de América. En Libertadores, Atlas venció al Atlético Mineiro en Belo Horizonte rompiendo la racha de los brasileños de 37 años invictos en casa en dicha competición. A pesar de ello, Atlas quedó en último lugar del Grupo 1. Terminó el torneo Clausura 2015 en cuarto lugar con 28 puntos y accediendo a liguilla. En los cuartos de final, Atlas enfrentaría a su acérrimo rival, el Guadalajara. Tras un empate a ceros en la ida en el Estadio Omnilife, Atlas cayó por 4-1 en la vuelta en el Estadio Jalisco. Después de la eliminación, el 18 de mayo de 2015, la directiva anuncia que Boy deja de ser su entrenador.

### Cruz Azul
El 2 de octubre de 2015, Cruz Azul anuncia a Boy como su nuevo director técnico. El 22 de octubre de 2016, al terminar la jornada 14 del Apertura 2016, Boy renuncia tras ser derrotado por el Puebla en el Estadio Azul por marcador de 1-2, dejando al Cruz Azul en la posición 12 de la tabla general y con escasas posibilidades de calificar a la liguilla por el título. Boy dirigió al Cruz Azul en tres torneos sin conseguir avanzar a liguilla en ninguno.

### Guadalajara
El 10 de abril de 2019, Boy firmó como entrenador interino del C.D. Guadalajara con el objetivo de disputar los partidos restantes del torneo Clausura 2019. Para el torneo Apertura 2019, la directiva de Las Chivas decidió mantener a Boy en el puesto. Una vez iniciado el torneo y tras un pobre desempeño, fue cesado del cargo y sustituido por Luis Fernando Tena. En general, Boy cosechó cinco victorias, dos empates y nueve derrotas con veinte goles anotados y 25 recibidos en partidos oficiales.

### Mazatlán Fútbol Club
El 6 de octubre de 2020, se anunció la llegada de Boy al Mazatlán Fútbol Club, en sustitución de Paco Palencia. El 4 de mayo de 2021, tras terminar el torneo Guard1anes Clausura 2021 en posición 13 de la competición, se anuncia la salida de Boy como entrenador. Dejó un saldo de ocho victorias, tres empates y diez derrotas, además de alejar al equipo de los últimos lugares en la tabla porcentual.

## Analista
El 20 de julio de 2012 se integró a ESPN Latinoamérica para fungir como analista deportivo, enfocado al fútbol mexicano. Menos de un año después, dejó su puesto como analista para retomar su labor como entrenador para el Atlas de Guadalajara, quienes se encontraban en peligro de descenso al ser los últimos de la tabla porcentual. 
En 2013, tras salvar del descenso al Atlas, vuelve a colaborar durante unos meses en ESPN como analista en el programa "Fútbol Picante", junto a José Ramón Fernández y David Faitelson, entre otras personalidades. En diciembre de ese año, anuncia su regreso a su actividad como entrenador, de nueva cuenta con el Atlas. Tras más de un año sin actividad deportiva, se reintegró al equipo de ESPN a partir del Mundial de Rusia 2018.

## Vida personal
Tomás Boy nació en la colonia Condesa de la Ciudad de México, y creció en Bosques de Echegaray, Naucalpan, en el estado de México. Criado en una familia católica de clase media, Boy era de ascendencia alemana por parte de su padre y de ascendencia italiana por parte de su madre. El mayor de ocho hermanos, su relación con su padre, un contador público, fue difícil e incluso violenta. Abandonó su hogar a los diecisiete años de edad para buscar una carrera como futbolista profesional, apoyado por su madre. Acerca de la disciplina en sus años como jugador, declaró que "entrenaba duro" pero "era más bohemio, me gustaba vivir". Boy y su exesposa Rosa tuvieron tres hijos: Andrés, que trabaja como analista futbolístico en Televisa Monterrey, Luis y Claudio; este último trabajó como su asistente técnico y fue llamado así en honor a su amigo Claudio Lostanau. Boy pasaba la mayor parte del tiempo entre la Ciudad de México y Acapulco. Era un ávido golfista, fanático de la MotoGP, y mencionaba a Valentino Rossi como su piloto favorito. Se declaraba fan de Elvis Presley y de la música clásica de compositores como Chopin. Mencionó El arte de la guerra, de Sun Tzu como su libro de cabecera.

## Fallecimiento
Tomás Boy fue ingresado de urgencia en un hospital de Acapulco el viernes 4 de marzo de 2022. Falleció el 8 de marzo siguiente, debido a la tromboembolia pulmonar que lo mantuvo hospitalizado. Sus restos fueron velados el día siguiente de su deceso en el Panteón Francés de la Ciudad de México.

## Trayectoria

### Como futbolista
| Club              | País   | Año       |
| ----------------- | ------ | --------- |
| Atlético Español  | México | 1970-1974 |
| Atlético Potosino | México | 1974-1975 |
| Tigres UANL       | México | 1975-1988 |

### Como entrenador
| Club                        | País           | Año       |
| --------------------------- | -------------- | --------- |
| San Jose Earthquakes        | Estados Unidos | 1988      |
| Tampico Madero              | México         | 1989-1990 |
| Querétaro                   | México         | 1992-1993 |
| Tiburones Rojos de Veracruz | México         | 1995-1996 |
| Morelia                     | México         | 1996-1997 |
| Monterrey                   | México         | 1997-1998 |
| Morelia                     | México         | 1998-2000 |
| Puebla                      | México         | 2002      |
| Tiburones Rojos de Veracruz | México         | 2004      |
| Atlas                       | México         | 2007      |
| Morelia                     | México         | 2009-2012 |
| Atlas                       | México         | 2012-2013 |
| Atlas                       | México         | 2014-2015 |
| Cruz Azul                   | México         | 2015-2016 |
| Guadalajara                 | México         | 2019      |
| Mazatlán FC                 | México         | 2020-2021 |

## Estadísticas

### Como entrenador
- Actualizado al último partido dirigido el 2 de mayo de 2021.

| Equipo         | País              | De                  | A                   | Récord | Récord | Récord | Récord | Récord     |
| Equipo         | País              | De                  | A                   | J      | G      | E      | P      | Porcent. % |
| -------------- | ----------------- | ------------------- | ------------------- | ------ | ------ | ------ | ------ | ---------- |
| Tampico Madero | Bandera de México | Noviembre de 1989   | Mayo de 1990        | 26     | 7      | 8      | 11     | 37.18%     |
| Querétaro      | Bandera de México | Enero de 1992       | Febrero de 1993     | 47     | 14     | 11     | 22     | 37.59%     |
| Veracruz       | Bandera de México | Septiembre de 1995  | Abril de 1996       | 34     | 14     | 7      | 13     | 48.04%     |
| Morelia        | Bandera de México | Septiembre de 1996  | Mayo de 1997        | 36     | 13     | 9      | 14     | 44.44%     |
| Monterrey      | Bandera de México | Julio de 1997       | Abril de 1998       | 34     | 10     | 10     | 14     | 39.21%     |
| Morelia        | Bandera de México | Agosto de 1998      | Mayo del 2000       | 76     | 29     | 20     | 27     | 46.93%     |
| Puebla         | Bandera de México | Enero del 2002      | Marzo del 2002      | 13     | 1      | 3      | 9      | 15.38%     |
| Veracruz       | Bandera de México | Marzo del 2004      | Mayo del 2004       | 9      | 3      | 1      | 5      | 37.03%     |
| Atlas          | Bandera de México | Septiembre del 2007 | Noviembre del 2007  | 8      | 3      | 1      | 4      | 41.67%     |
| Morelia        | Bandera de México | Febrero del 2009    | Mayo del 2012       | 154    | 69     | 38     | 47     | 53.04%     |
| Atlas          | Bandera de México | Agosto del 2012     | Junio del 2013      | 37     | 13     | 13     | 11     | 46.85%     |
| Atlas          | Bandera de México | Diciembre del 2013  | Junio del 2015      | 68     | 29     | 16     | 23     | 50.49%     |
| Cruz Azul      | Bandera de México | Octubre del 2015    | Octubre del 2016    | 50     | 19     | 19     | 12     | 50.67%     |
| Chivas         | Bandera de México | Abril del 2019      | Septiembre del 2019 | 16     | 5      | 2      | 9      | 35.42%     |
| Mazatlán F.C.  | Bandera de México | Octubre del 2020    | Mayo del 2021       | 21     | 8      | 3      | 10     | 42.86%     |
| Total          | Total             | Total               | Total               | 629    | 237    | 161    | 231    | 46.21%     |

## Palmarés

### Títulos nacionales
| Título                     | Club        | País   | Año     |
| -------------------------- | ----------- | ------ | ------- |
| Copa México                | Tigres UANL | México | 1975-76 |
| Primera División de México | Tigres UANL | México | 1977-78 |
| Primera División de México | Tigres UANL | México | 1981-82 |

### Récords y premios
- Premio como Mejor Medio Ofensivo - Primera División de México 1978/79
- 2.º máximo goleador de Tigres UANL con 104 goles.[54]